# Azerbaiyán en los Juegos Europeos de Cracovia 2023
Azerbaiyán participó en los Juegos Europeos de Cracovia 2023 con un equipo de 100 deportistas. Responsable del equipo nacional fue el Comité Olímpico Nacional de Azerbaiyán.

## Medallistas
El equipo de Azerbaiyán obtuvo las siguientes medallas:
| Nombre              | Deporte    | Competición             |
| ------------------- | ---------- | ----------------------- |
| Oro                 |            |                         |
| Tural Ağalarzadə    | Karate     | Kumite –67 kg M         |
| İrina Zaretska      | Karate     | Kumite –68 kg F         |
| Fərid Ağamoğlanov   | Kickboxing | Full contact –63,5 kg M |
| Plata               |            |                         |
| Məhəmməd Abdullayev | Boxeo      | Superpesado (+92 kg) M  |
| Səyyad Dadaşov      | Taekwondo  | –54 kg M                |
| Bronce              |            |                         |
| Murad Allahverdiyev | Boxeo      | Medio (80 kg) M         |
| Asiman Qurbanlı     | Karate     | Kumite +84 kg M         |
| Xəyal Əliyev        | Muay thai  | –67 kg M                |
| Aysun Dərvişova     | Muay thai  | –57 kg F                |
| Emiliya Rzayeva     | Muay thai  | –63,5 kg F              |
| Qaşim Maqomedov     | Taekwondo  | –58 kg M                |